# Sarah Albiez-Wieck
Sarah Albiez-Wieck (* 18. November 1981 in Lörrach als Sarah Albiez) ist eine deutsche Ethnologin und Historikerin. Sie lehrt seit dem 1. Dezember 2022 als Professorin für Neuere und Neueste Geschichte unter besonderer Berücksichtigung der außereuropäischen Geschichte an der Universität Münster.

## Leben
Sie studierte von 2001 bis 2007 Regionalwissenschaften Lateinamerika (Diplom) an der Universität zu Köln, der Universidade Nova de Lisboa und der Universidad Nacional Autónoma de México. Von 2007 bis 2010 erhielt sie ein Promotionsstipendium der Gerda-Henkel-Stiftung. 2011 erfolgte die Promotion in Ethnologie unter besonderer Berücksichtigung der Altamerikanistik an der Universität Bonn mit der Dissertation Contactos exteriores del Estado tarasco. Influencias desde dentro y fuera de Mesoamérica. Die Dissertation wurde mit dem 3. Preis des ADLAF Preises 2012 ausgezeichnet. Im Wintersemester 2019/20 übernahm sie die Vertretung der Juniorprofessur für iberoromanische Kulturwissenschaft an der Ruhr-Universität Bochum. 2021 erfolgte die Habilitation zum Thema Taxing difference. Fiscal petitions negotiating social differences and belonging in Peru and New Spain (sixteenth century – nineteenth century) und die Verleihung der Venia Legendi in Neuerer und Neuester Geschichte. 2022 erfolgte ein Ruf auf die Professur für außereuropäische Geschichte der WWU Münster.

## Publikationen (Auswahl)
- Taxing Difference in Peru and New Spain 16th–19th Century. Negotiating Social Differences and Belonging. Leiden/Boston: Brill, 2022 (= European expansion and indigenous response, 40). Teilweise frei zugänglich: https://brill.com/view/title/34680
- Contactos exteriores del Estado Tarasco. Influencias desde dentro y fuera de Mesoamérica. Zamora: El Colegio de Michoacán, 2013 (Eine frühere Version des Manuskripts bzw. der Dissertation ist Online verfügbar unter urn:nbn:de:hbz:5-26262; http://hss.ulb.uni-bonn.de/2011/2626/2626.htm, 2011).
- Die “Breve relación” des Pedro Ponce de León. Ein unbekannter Autor und sein Bericht über religiöse Praktiken in Zentralmexiko, Bonn: BAS / Shaker Verlag, 2009.